# Eleutherodactylus schmidti
Espèce
Statut de conservation UICN

 CR A2ace : 
En danger critique
Eleutherodactylus schmidti est une espèce d'amphibiens de la famille des Eleutherodactylidae.

## Répartition
Cette espèce est endémique d'Hispaniola. Elle se rencontre du niveau de la mer jusqu'à 1 758 m d'altitude dans les cordillères Centrale et Septentrionale en République dominicaine et dans le massif du Nord en Haïti.

## Description
La femelle holotype mesure 43,5 mm.

## Étymologie
Cette espèce est nommée en l'honneur de Karl Patterson Schmidt.

## Publication originale
- Noble, 1923 : Six new batrachians from the Dominican Republic. American Museum Novitates, no 61, p. 1-6 (texte intégral).